# 三腺金丝桃
三腺金丝桃（学名：Triadenum breviflorum）为藤黄科三腺金丝桃属下的一个种。